# Divisópolis
Divisópolis är en kommun i Brasilien.   Den ligger i delstaten Minas Gerais, i den östra delen av landet, 700 km öster om huvudstaden Brasília. Antalet invånare är 8 970.
I omgivningarna runt Divisópolis växer i huvudsak städsegrön lövskog. Runt Divisópolis är det mycket glesbefolkat, med 5 invånare per kvadratkilometer.